# Јанко Михаиловић Молер
Јанко Михаиловић Молер (Негришори, 1792 - Негришори, 16. мај 1852) био је српски свештеник, сликар (зограф) и један од старешина током Другог српског устанка. Његове бројне иконе и иконостаси налазе се у црквама и манастирима широм Србије.

## Биографија
Јанко Михаиловић рођен је 1792. године у породици негришорског свештеника Михаила Николајевића. Потиче из уметничке породице. Његов стриц био је Петар Николајевић Молер, а сликарством су се бавила и његова браћа Јеремија Поповић и Аверкије Поповић.
Школовао се у време Првог српског устанка, у Заблаћу. Свештенички чин добио је 1816. године, на прослави годишњице Другог српског устанка у Трнави, у присуству књаза Милоша Обреновића. Сликарски занат је учио у Италији и Русији, а његове бројне иконе и иконостаси налазе се по црквама и манастирима широм Србије, укључујући и Жичу, као и Карађорђеву цркву у Тополи, коју је осликао још 1811. године.
Био је један од старешина током Другог српског устанка, а у боју на Ртарима код Чачка 10. јуна 1815. године посекао је Врања-пашу, једног од заповедника турске војске.
Шеснаест година касније, прота Михаиловић је у родном селу, пред цркве, о свом трошку основао школу „како за своју, тако и за осталу селску децу“. У ту школу ишао је и његов син Петар Протић, први српски школовани артиљеријски официр, начелник техничког одељења у Министарству војном, штабс-капетан артиљерије и први Србин управитељ Тополивнице у Крагујевцу. Други његов син, Сретен Протић-Молеровић, такође је био сликар зограф.

## Познати радови
- Грб Обреновића на фасади конака господара Јована Обреновића у Чачку, једино знамење те врсте ове српске династије.[1][6]
- Иконостас у цркви Светог Великомученика Прокопија, у Тијању чији се делимично очувани делови чувају у ризници Народног музеја у Чачку.[7]
- Иконостас у цркви Светог Јована Крститеља у Засељу код Пожеге, који је сликао заједно са сином Сретеном 1833. године.[4]
- Иконостас у Карађорђевој цркви у Тополи осликао је 1811,[2] али је изгорео када су Турци, после слома Првог српског устанка 1913, запалили цркву.[8]
- Иконостас у Цркви Св. Николе у Манастиру Јежевица.[9]
- Иконостас Цркве брвнаре у Доброселици код Златибора.[10]
- Иконостас Цркве брвнаре у Горобиљу, који је 1833. Михаиловић осликао заједно са сином Сретеном.
- Иконостас Цркве Пресвете Богородице у Прилипцу.[11][12]

## Галерија
- Иконостас у Цркви Св. Николе у Манастиру Јежевица
- Иконостас Цркве брвнаре у Доброселици
- Иконостас Цркве Пресвете Богородице у Прилипцу